# Fußball-Amateurliga Bremen 1952/53
Die Fußball-Amateurliga Bremen 1952/53 war die vierte Spielzeit der höchsten Amateurklasse des Bremer Fußball-Verbandes. Meister wurde Bremen 1860. 

## Abschlusstabelle
| Pl. | Verein              | Sp. | Tore    | Punkte |
| --- | ------------------- | --- | ------- | ------ |
| 01. | Bremen 1860         | 26  | 129:016 | 50:02  |
| 02. | TuRa Bremen (N)     | 26  | 071:057 | 37:15  |
| 03. | Blumenthaler SV (M) | 26  | 083:040 | 35:17  |
| 04. | BV Grohn            | 26  | 067:042 | 34:18  |
| 05. | SV Hemelingen       | 26  | 067:040 | 31:21  |
| 06. | TSV Wulsdorf        | 26  | 048:049 | 30:22  |
| 07. | ATS Bremerhaven     | 26  | 048:045 | 28:24  |
| 08. | SG Aumund-Vegesack  | 26  | 069:067 | 27:25  |
| 09. | Bremer TG (N)       | 26  | 039:058 | 23:29  |
| 10. | SV Woltmershausen   | 26  | 054:067 | 20:32  |
| 11. | Geestemünder SC     | 26  | 039:076 | 16:36  |
| 12. | Lüssumer TV         | 26  | 036:076 | 13:39  |
| 13. | TSV Lesum           | 26  | 033:101 | 11:41  |
| 14. | Hastedter TSV       | 26  | 022:071 | 09:43  |

| (M) | Meister der Vorsaison |
| (N) | Aufsteiger            |

## Aufstieg und Deutsche Amateurmeisterschaft
Der Meister Bremen 1860 hatte in der anschließenden Aufstiegsrunde zur Oberliga Nord keinen Erfolg.
Als Bremer Vertreter nahm TuRa Bremen an der Deutschen Amateurmeisterschaft 1953 teil und schied dort in der Vorrunde nach Gruppenspielen gegen den VfB 03 Bielefeld, Hertha Zehlendorf und den TuS Güldenstern Stade aus.